# محاسبة الزكاة
محاسبة الزكاة هي: الإطار الفكرى والعملى الذي يتضمن الأسس المحاسبية والإجراءات التنفيذية التي تتعلق بحصر وتقويم الأموال والإيرادات التي تجب فيها الزكاة ، وكذا قياس مقدارها.
، وتوزيع حصيلتها علي مصارفها المختلفة في ضوء أحكام ومبادئ الشريعة الإسلامية.

## ركائز محاسبة الزكاة
وتعتمد محاسبة الزكاة على ركيزتين أساسيتين هما:
(أ) ـ أحكام ومبادئ زكاة المال ( فقه الزكاة ) .
(ب) ـ الأسس المحاسبية لحساب الزكاة) .أسس محاسبة الزكاة ) .

## من مصطلحات محاسبة الزكاة
ـ الموجودات الزكوية: يقصد بها الأموال التي يتوافر فيها شروط الخضوع للزكاة حسب نوع المال، ويطلق عليها أحيانا اسم: الأموال الزكوية، أو المال الخاضع للزكاة
ـ المطلوبات الحالةّ: يقصد بها الالتزامات علي الأموال الخاضعة للزكاة والتي يجب أن تخصم منها، حتى يكون المال الخاضع للزكاة مملوكاً ملكية تامة للمزكي وخالياً من الدين الحالّ.
ـ وعاء الزكاة:يمثل صافي الأموال الخاضعة للزكاة، ويمثل الأموال الزكوية مطروحاً منها المطلوبات أو الالتزامات الحالةّ.
ـ نِصَاب الزكاة: يمثل القدر من المال الذي إذا وصله وعاء الزكاة خضعت الأموال للزكاة، بمعني إذا كان الوعاء أقل من النصاب لا تجب فيه الزكاة.
ـ سعر ( نسبة ) الزكاة:النسبة المئوية من المال المخصص للزكاة، وتختلف نسبة الزكاة من زكاة إلي زكاة علي النحو الذي سوف نوضحه تفصيلاً فيما بعد.
ـ مقدار الزكاة: القدر من المال المحسوب كزكاة، ويُحسب عن طريق ضرب وعاء الزكاة متى وصل النصاب في نسبة الزكاة.
ـ قائمة حساب الزكاة: هي بيان محاسبى يوضح مقدار الزكاة المستحقة عند ميعاد استحقاقها

## المصدر
حسين حسين شحاتة:كتاب:التطبيق المعاصر للزكاة.